# Клоувер (Південна Кароліна)
Клоувер (англ. Clover) — місто (англ. town) в США, в окрузі Йорк штату Південна Кароліна. Населення — 6671 особа (2020).

## Географія
Клоувер розташований за координатами 35°6′49″ пн. ш. 81°13′11″ зх. д. / 35.11361° пн. ш. 81.21972° зх. д. (35.113575, -81.219813).  За даними Бюро перепису населення США в 2010 році місто мало площу 11,58 км², з яких 11,55 км² — суходіл та 0,03 км² — водойми.

## Демографія
Згідно з переписом 2010 року, у місті мешкали 5094 особи в 1918 домогосподарствах у складі 1313 родин. Густота населення становила 440 осіб/км².  Було 2127 помешкань (184/км²).
Расовий склад населення:
| - 76,5 % — білих - 19,2 % — чорних або афроамериканців - 0,6 % — азіатів - 0,5 % — корінних американців - 1,3 % — осіб інших рас |

До двох чи більше рас належало 1,9 %. Частка іспаномовних становила 4,4 % від усіх жителів.
За віковим діапазоном населення розподілялося таким чином: 29,1 % — особи молодші 18 років, 60,8 % — особи у віці 18—64 років, 10,1 % — особи у віці 65 років та старші. Медіана віку мешканця становила 33,8 року. На 100 осіб жіночої статі у місті припадало 92,4 чоловіків;  на 100 жінок у віці від 18 років та старших — 86,2 чоловіків також старших 18 років.
Середній дохід на одне домашнє господарство  становив 55 776 доларів США (медіана — 45 173), а середній дохід на одну сім'ю — 61 174 долари (медіана — 50 888). Медіана доходів становила 53 190 доларів для чоловіків та 33 714 долари для жінок. За межею бідності перебувало 22,6 % осіб, у тому числі 34,4 % дітей у віці до 18 років та 12,3 % осіб у віці 65 років та старших.
Цивільне працевлаштоване населення становило 2249 осіб. Основні галузі зайнятості: освіта, охорона здоров'я та соціальна допомога — 23,3 %, виробництво — 15,1 %, транспорт — 11,7 %, роздрібна торгівля — 10,1 %.